# 阿朗 (大西洋比利牛斯省)
阿朗（法語：Aren，法語發音：[aʁɛn]）是法国大西洋比利牛斯省的一个市镇，属于奥洛龙-圣玛丽区。

## 地理
阿朗（43°15'40"N, 0°41'18"W）面积7.39 平方千米，位于法国新阿基坦大区大西洋比利牛斯省，该省份为法国东南部省份，涵盖了贝阿恩与北巴斯克，西临大西洋比斯開灣，北至朗德省，东北接热尔省，东临上比利牛斯省，南与西班牙接壤。
与阿朗接壤的市镇（或旧市镇、城区）包括：巴尔屈斯、热龙斯、热于多洛龙、波埃多洛龙、普雷沙克若斯拜、圣关、索塞德。
阿朗的时区为UTC+01:00、UTC+02:00（夏令时）。

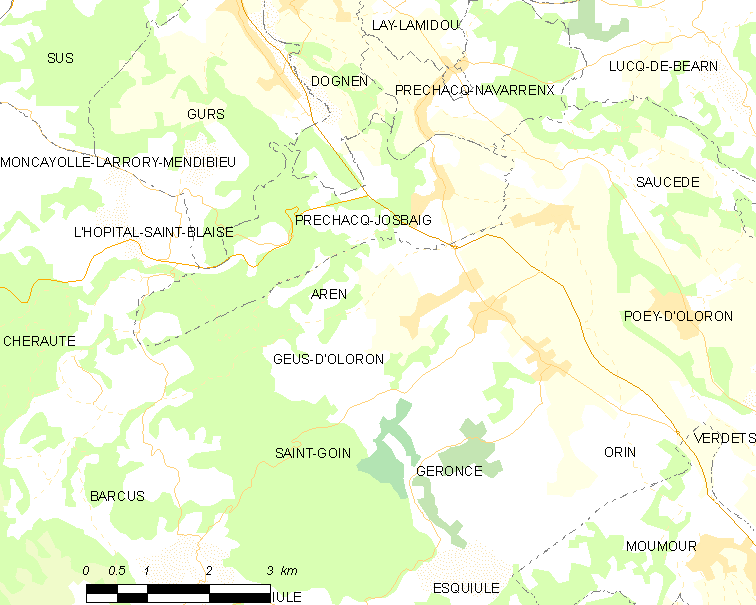
阿朗的OSM定位图

## 行政
阿朗的邮政编码为64400，INSEE市镇编码为64039。

## 政治
阿朗所属的省级选区为奥洛龙-圣玛丽第一县。

## 人口

1962-2008年间阿朗人口变化图示

阿朗于2022年1月1日时的人口数量为246人。